# 34 î.Hr.

## Decese
- 13 mai: Gaius Sallustius Crispus  (n. 86 î.Hr.)